# Sportverein Wacker Burghausen
Lo Sportverein Wacker Burghausen, abbreviato Wacker Burghausen, è una società polisportiva con sede a Burghausen, città della Baviera, in Germania, e nota principalmente per la sezione calcistica. Gioca nella quarta divisione tedesca e disputa le partite casalinghe nella Wacker Arena di Burghausen (12.000 posti).
Con 6000 soci il club è una delle polisportive più grandi della Germania ed è attivo in 12 sport diversi. Fondato nel 1930, vinse il campionato della Baviera orientale tre anni più tardi. In seguito la squadra cadde in un lungo periodo buio, con molti anni nella quarta divisione. La risalita avvenne alla metà degli anni novanta con la promozione nella Regionalliga Sud (III) e, nel 2002-2003, con l'ingresso nella Zweite Bundesliga.
Il club trae il nome da una locale azienda di prodotti chimici da cui è sponsorizzato.

## Palmarès

### Competizioni nazionali
- Fußball-Regionalliga: 1

2001-2002 (Regionalliga Sud)

### Competizioni regionali
- Oberliga Bayern: 1

1994-1995
- Landesliga Bayern-Süd: 1

1992-1993